# 野中金吾
ホセ・ヘナロ・キンゴ・ノナカ(スペイン語: José Genaro Kingo Nonaka, 1889年12月2日 - 1977年10月8日) は、福岡県出身の日本人メキシコ移民。メキシコ革命で従軍したメキシコの衛生兵でありティフアナで最初の記録写真家となった人物。出生名は野中 金吾(のなか　きんご)。

## 生い立ち
1889年、福岡県に生まれ、真珠貝採りとしてメキシコに移住するまで働いていた。17歳の時に兄とおじと共にメキシコに移住し、オアハカ州にあるコーヒープランテーションに殖民した 。重労働に嫌気がさした後、ノナカはアメリカ合衆国へ3ヶ月旅に出た。チワワ州で、最終的に養子になり洗礼を授ける現地の家族を得た。その後、近くの病院で看護を学び、医療施設で働ける資格を取得した。

## 軍歴

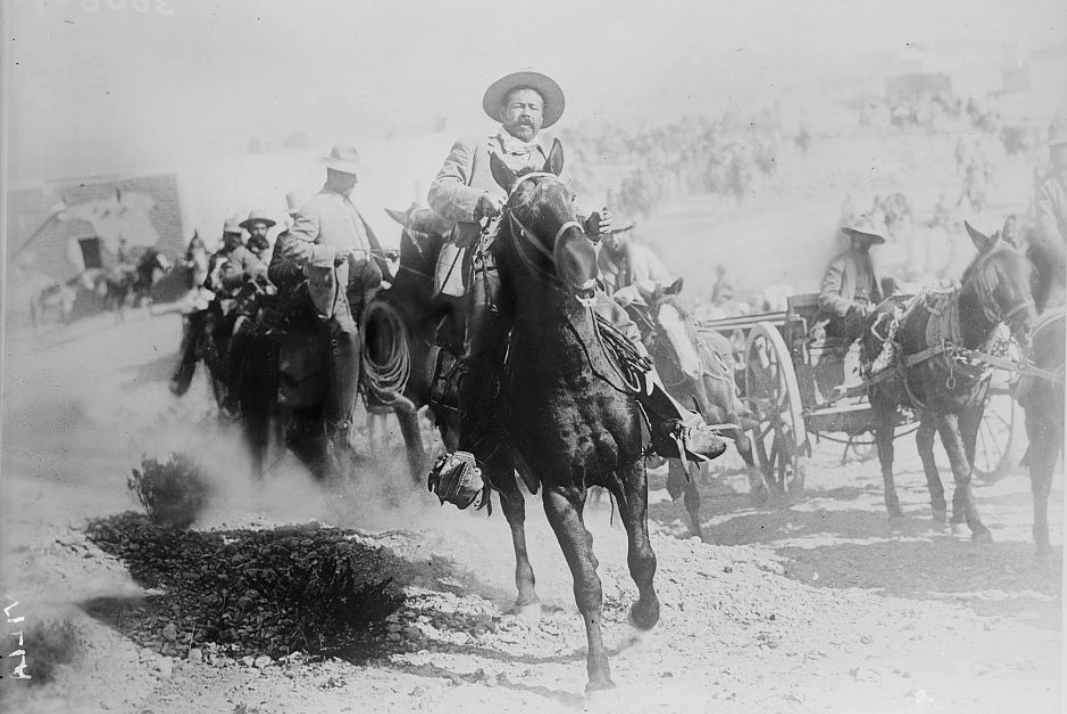
右の荷馬車の中にいるのがノナカだとされている。パンチョ・ビリャは中央にいる。

カサス・グランデスの戦いが起こった1911年3月、ノナカは別の日系移民を訪ねた。フランシスコ・マデロを治療し、その後マデロの軍隊に入隊した。後に傷兵の治療を担当していたシウダー・フアレスの民営病院の看護主任となった。
フランシスコ・マデロの軍隊と共に2回、フランシスコ・ビリャの北部師団の部隊と共に12回と、革命の中で計14回戦闘に参加した。
Batallón de Sanidad de la División del Norteでの大尉の階級を獲得した。1967年9月、防衛大臣マルセリーノ・ガルシア・バラガンより功績を称えて功労勲章を授与された。

## 後半生
1921年から1942年までの間、バハ・カリフォルニア州に定住した。ティフアナに2件の写真館を建て、1924年に帰化した。この頃、ノナカの写真は観光で注目されるところとは別の面を映し出していた。文化、市民生活、スポーツイベントや、ティフアナが小さな町から大都市へと変化を経ていく様子に焦点を当てていた。Archivo Histórico y la Sociedad de Historia de Tijuanaに300枚以上の初期のティフアナの写真を寄贈した。
第二次世界大戦の緊張の結果、ノナカら北西部に住む日系人はラサロ・カルデナス大統領の命令によりメキシコシティへの移住を強制された。ノナカはInstituto Nacional de Cardiologíaの創設メンバーとなった
。1977年に死去し、メキシコシティのPanteón Jardínに埋葬された。